# Real decreto

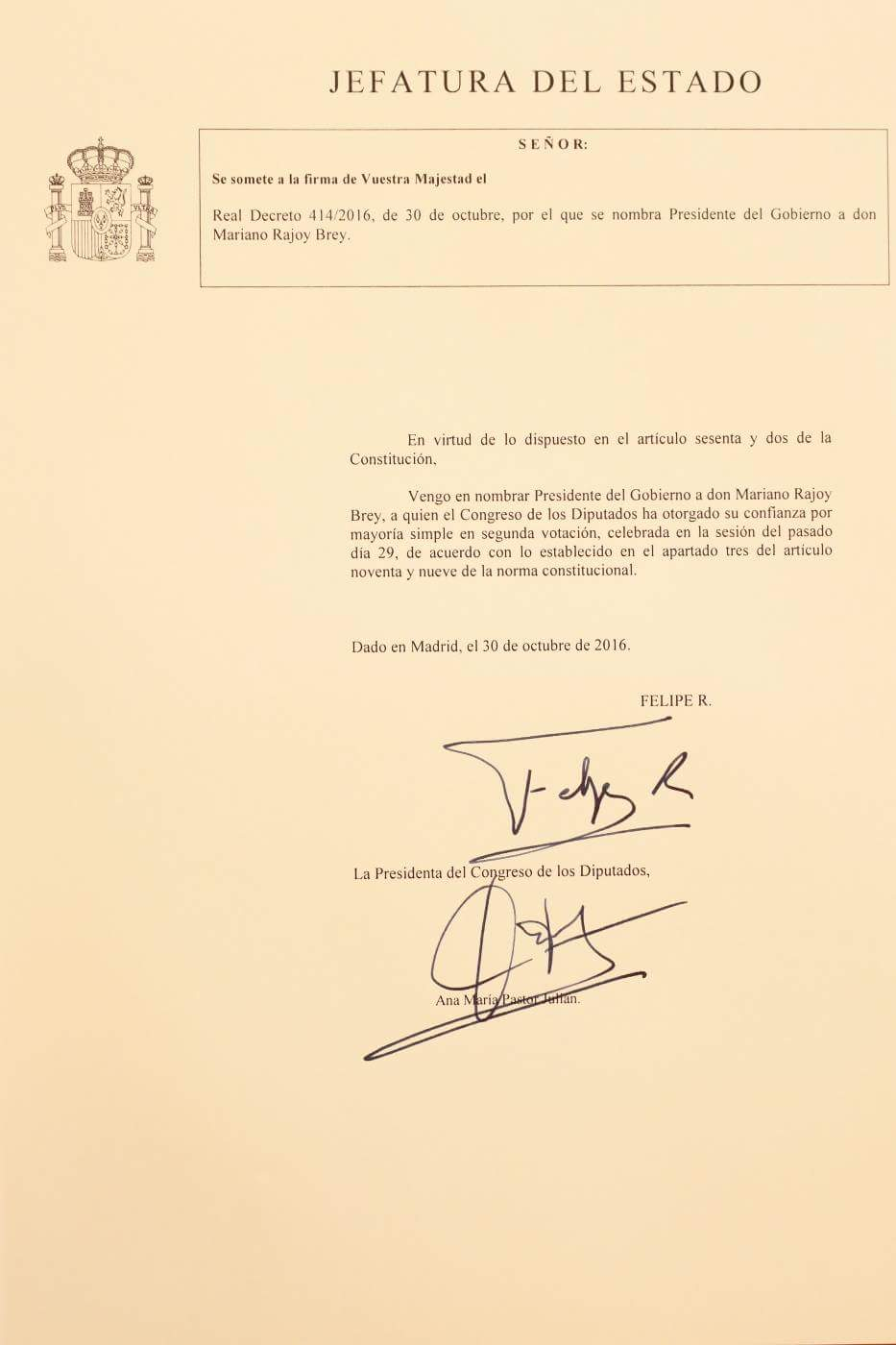
Real decreto por el que se nombró a Mariano Rajoy presidente del Gobierno de España

En el derecho español, un Real decreto es una disposición general dictada por el rey, a propuesta del presidente del Gobierno o del Consejo de Ministros, adoptada en virtud de la potestad reglamentaria de estos.
Como tal, es jerárquicamente inferior a la ley, aunque superior a otras normas reglamentarias. 
El calificativo de «real» alude a que, aunque acordado por el Gobierno, siempre es expedido por el rey.
Mientras el real decreto es obra del poder ejecutivo, la ley lo es del poder legislativo. Por su parte, el real decreto ha de ser dictado por el presidente o el Gobierno en pleno, mientras que otro tipo de reglamentos, como la orden ministerial, puede aprobarse por un órgano unipersonal. A diferencia del real decreto ley, el real decreto no necesita la aprobación del Congreso de los Diputados. Los reales decretos se usan para desarrollar leyes ya aprobadas por el Congreso de los Diputados.
No obstante, no hay que confundir el contenido con la forma de aprobación: los actos administrativos del Consejo de Ministros también adquieren la forma de real decreto, que es, por tanto, la forma en que se reviste el acto, pero su contenido no tiene fuerza normativa.